# Marinefliegergeschwader 1

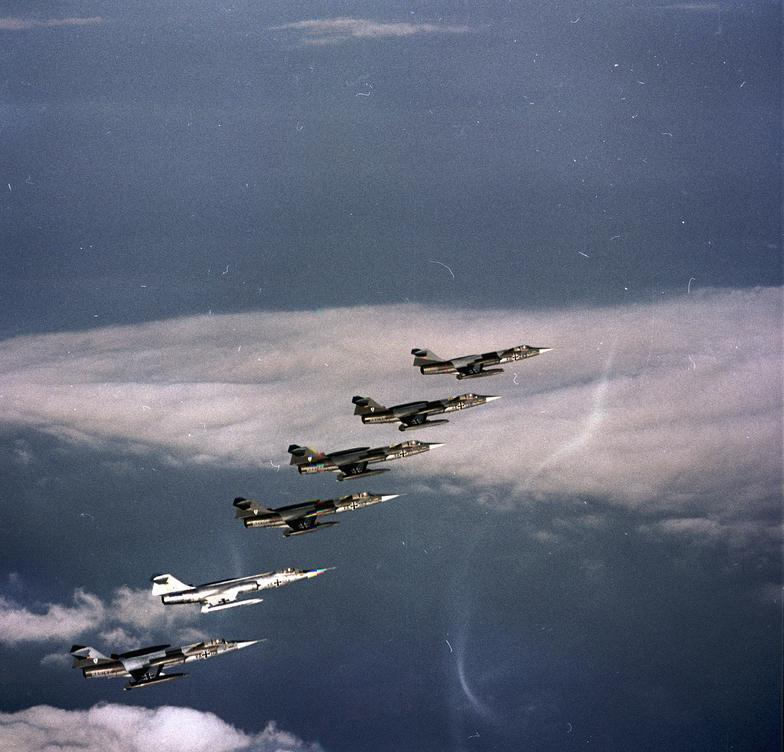
F-104 G Starfighter des MFG 1

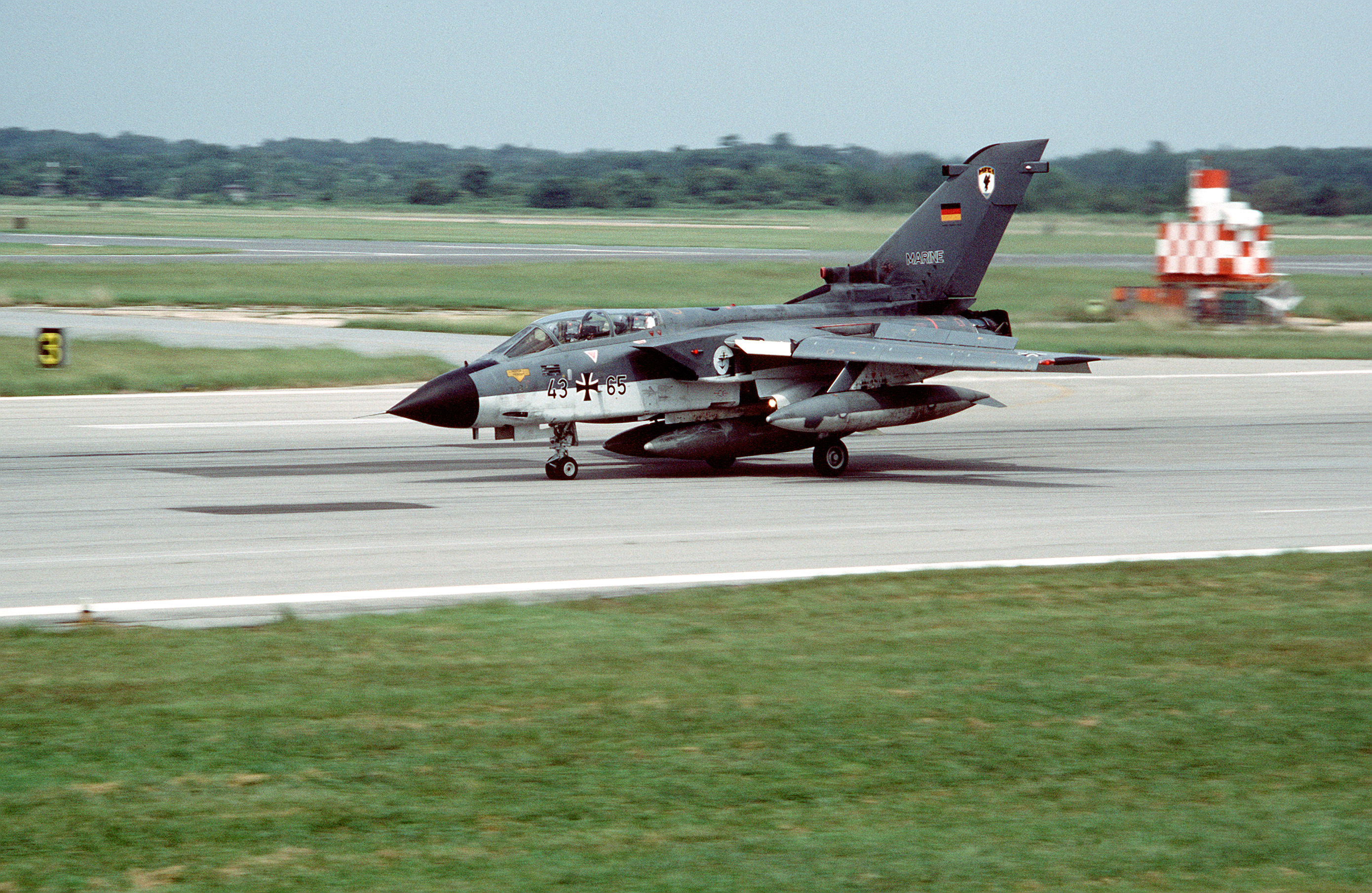
Tornado des MFG 1 bei der Landung in NAS Oceana 1989

Das Marinefliegergeschwader 1 (MFG 1) war ein Flugzeug-Geschwader der Deutschen Marine, welches von 1959 bis 1993 existierte.

## Geschichte

### 1. Marinefliegergruppe 1957–1959
Im Aufstellungsbefehl Nr. 62 der Marine vom 12. März 1957 wurde die Aufstellung der 1. Marinefliegergruppe (1. MFGr) ab 1. April 1957 befohlen. Die 1. MFGr sollte aus je einer U-Jagdstaffel, einer Transport- und Versorgungsstaffel und einer Flugbetriebsstaffel am Standort Jagel bestehen.
Am 19. Mai 1958 wurde auf der schottischen Marinefliegerbasis RNAS Lossiemouth die 1. Mehrzweckstaffel in Dienst gestellt. Sie war mit acht Hawker Sea Hawk Mk 100 ausgerüstet. Einen Tag später erfolgte in Eglington, Nordirland die Indienststellung der mit 16 Fairey Gannet HS Mk4 ausgerüsteten U-Boot-Jagdstaffel.
Am 1. Juli 1959 erfolgte die Umbenennung der 1. Marinefliegergruppe in Marinefliegergeschwader 1.

### MFG 1 1960–1990
1961 wurde die U-Jagd-Staffel dem Marinefliegergeschwader 2 unterstellt und durch die mit Sea Hawks ausgerüstete 1. Aufklärungsstaffel ersetzt.
Im Frühjahr 1963 wurde das MFG 1 auf das neue Flugzeugmuster Lockheed F-104 G Starfighter umgerüstet. Am 10. September 1963 landete der erste Marine-Starfighter auf dem Fliegerhorst. Bis 1978 wurden vom Geschwader 145.000 Flugstunden, davon ca. 112.000 auf der F-104 G, erflogen. In den über 18 Einsatzjahren des Starfighters verloren bei 38 schweren Unfällen elf Luftfahrzeugführer des Geschwaders ihr Leben. Bis zur Einführung des Panavia PA 200 Tornado im Jahr 1981 kamen die Starfighter des MFG 1 auf 132.000 Flugstunden.
1981 landete der erste geschwadereigene Tornado in Jagel. Am 2. Juli 1982 war das MFG 1 der erste mit dem Tornado ausgerüstete Einsatzverband der Bundeswehr. Am 17. Dezember 1982 wurde die 1.000. Flugstunde mit dem neuen Waffensystem geflogen.
Im August 1985 verlegten zwei Tornados nach Amerika. Als Besonderheit wurden die Maschinen in der Luft nicht von Tankflugzeugen, sondern von geschwadereigenen Tornados, die bereits vorher nach Beja (Süd-Portugal) und Lajes (Azoren) verlegt wurden, betankt.
Die 200.000. Flugstunde (ca. 35.000 mit Tornado) wurde im Juli 1987 gefeiert.

### MFG 1 1990–1993
Anfang 1991 wurde bekannt, dass das MFG 1 aufgelöst wird.
Am 27. Mai 1993 wurde die 75.000. Tornado-Flugstunde des Geschwaders erflogen.
Am 21. Dezember 1993 wurde das MFG 1 mit Wirkung zum 31. Dezember 1993 außer Dienst gestellt und die 2./MFG 1 als 3. Staffel in das MFG 2 integriert.

## Das Geschwaderwappen
Das Wappen des MFG 1 besteht aus einem blau- und goldgelbumrandeten, weißgrundierten Schild mit schwarzen Buchstaben (MFG 1) auf goldgelbem und weißem Grund im oberen Drittel. Darunter befindet sich mittig ein stürzender Seeadler mit goldgelbem Schnabel über drei stilisierten blauen Wellen mit weißer Gischt.
Der stürzende Seeadler war bereits im Wappen des Kampfgeschwaders 30 enthalten, das im Zweiten Weltkrieg hauptsächlich über See eingesetzt war.

## Kommandeure / Kommodore
Mit der Aufstellung des Geschwaders waren beauftragt:
- Kapitänleutnant Kurt Wachsmuth: von April 1957 bis September 1957
- Fregattenkapitän Peter Lohmeyer: von Oktober 1957 bis Juli 1958

Kommandeur beziehungsweise Kommodore des Marinefliegergeschwader 1 waren:
| Nr. | Dienstgrad                       | Kommandeur / Kommodore | Beginn             | Ende               |
| --- | -------------------------------- | ---------------------- | ------------------ | ------------------ |
| 1.  | Fregattenkapitän                 | Richard Linke          | August 1958        | April 1959         |
| 2.  | Fregattenkapitän/Kapitän zur See | Werner Klümper         | April 1959         | 30. September 1963 |
| 3.  | Kapitän zur See                  | Berthold Jung          | 1. Oktober 1963    | 30. Juni 1965      |
| 4.  | Kapitän zur See                  | Günter Luther          | 1. Juli 1965       | 15. Oktober 1968   |
| 5.  | Kapitän zur See                  | Gerhard Reger          | 16. Oktober 1968   | 10. April 1973     |
| 6.  | Kapitän zur See                  | Jürgen Dubois          | 11. April 1973     | 12. Mai 1977       |
| 7.  | Kapitän zur See                  | Waldemar Scholz        | 13. Mai 1977       | 31. März 1983      |
| 8.  | Kapitän zur See                  | Klaus Wewetzer         | 1. April 1983      | 26. März 1987      |
| 9.  | Kapitän zur See                  | Lutz-Uwe Gloeckner     | 27. März 1987      | 27. September 1990 |
| 10. | Kapitän zur See                  | Wolfgang Kalähne       | 28. September 1990 | 27. September 1993 |
| 11. | Fregattenkapitän                 | Hermann Eichin         | 28. September 1993 | 31. Dezember 1993  |